# 啟利氏地鶇
啟利氏地鶇（Zoothera terrestris）是一種已滅絕的地鶇。只曾一次在小笠原群島的父島上見過牠們，理論上牠們可能會在兄島及弟島出沒，但卻沒有任何觀察及發現報告。牠們是在岸邊林地上被發現的，故牠們可能是在地上築巢的。牠們的標本現存放在萊頓的國家自然科學博物館、維也納的自然史博物館、法蘭克福的森肯貝格博物館及聖彼得堡的動物學博物館。

## 滅絕
啟利氏地鶇是由Heinrich von Kittlitz於1828年在父島上發現，共採集了5個標本。但到了1853年馬休·佩里（Matthew C. Perry）第一次前往日本到達父島時，卻看不到啟利氏地鶇。翌年，史蒂波生（William Stimpson）跟隨約翰·羅傑斯（John Rodgers）的研究隊到達父島亦同樣看不到牠們。
啟利氏地鶇可能像笠原臘嘴雀般在1830年父島開發時因入侵哺乳動物的掠食及棲息地破壞。

## 外部連結
- 啟利氏地鶇的立體圖